# FIFA Football 2003
 (juillet 2017).
Si vous disposez d'ouvrages ou d'articles de référence ou si vous connaissez des sites web de qualité traitant du thème abordé ici, merci de compléter l'article en donnant les références utiles à sa vérifiabilité et en les liant à la section « Notes et références ».
FIFA Football 2003 est un jeu vidéo de football sorti en 2002 pour les plateformes PlayStation, PlayStation 2, Windows, GameCube et Game Boy Advance. Le jeu a été édité par EA Sports. C'est le onzième volet de la série FIFA Football. Il a pour tête d'affiche le néerlandais Edgar Davids, le brésilien Roberto Carlos et le gallois Ryan Giggs. Dans la version sortie en Amérique du Nord, renommé Fifa Soccer 2003, c'est l'américain Landon Donovan qui est présent sur la jaquette.
On dit de Fifa 2003 qu'il fut le dernier jeu de la « seconde » génération de Fifa, qui laissera place ensuite à Fifa 2004 offrant aux joueurs un jeu différent.

## Système de jeu
Ce titre est le premier de la série à inclure une jauge de puissance pour les passes. Ce jeu se distingue par la présence du mode Club Championship

## Jaquette
- Europe : Roberto Carlos (Real Madrid), Ryan Giggs (Manchester United) et Edgar Davids (Juventus FC)

- États-Unis : Landon Donovan (Bayer Leverkusen)

## Bande-son
Fifa 2003 est le premier jeu de la série à utiliser l'EA Trax pour sa bande sonore, il comprend les chansons suivantes :

## Stades
| Confédération | Pays       | Ville      | Stade                           | Club résident       | Club résident       |
| ------------- | ---------- | ---------- | ------------------------------- | ------------------- | ------------------- |
| UEFA          | Allemagne  | Berlin     | Stade olympique                 | Hertha Berlin       | Allemagne           |
| UEFA          | Allemagne  | Dortmund   | Westfalenstadion                | Borussia Dortmund   | Borussia Dortmund   |
| UEFA          | Allemagne  | Leverkusen | BayArena                        | Bayer Leverkusen    | Bayer Leverkusen    |
| UEFA          | Angleterre | Liverpool  | Anfield                         | Liverpool FC        | Liverpool FC        |
| UEFA          | Angleterre | Londres    | Highbury                        | Arsenal FC          | Arsenal FC          |
| UEFA          | Angleterre | Manchester | Old Trafford                    | Manchester United   | Manchester United   |
| UEFA          | Belgique   | Anderlecht | Stade Constant Vanden Stock     | RSC Anderlecht      | RSC Anderlecht      |
| UEFA          | Espagne    | Barcelone  | Camp Nou                        | FC Barcelone        | FC Barcelone        |
| UEFA          | Espagne    | Madrid     | Stade Santiago-Bernabéu         | Real Madrid         | Real Madrid         |
| UEFA          | Espagne    | Valence    | Stade de Mestalla               | Valence CF          | Valence CF          |
| UEFA          | France     | Lens       | Stade Bollaert                  | RC Lens             | RC Lens             |
| UEFA          | France     | Lyon       | Stade de Gerland                | Olympique lyonnais  | Olympique lyonnais  |
| UEFA          | France     | Paris      | Parc des Princes                | Paris Saint-Germain | Paris Saint-Germain |
| UEFA          | Italie     | Milan      | Stade San Siro/Giuseppe Meazza  | Milan AC            | Inter Milan         |
| UEFA          | Italie     | Rome       | Stade olympique                 | AS Rome             | Lazio Rome          |
| UEFA          | Italie     | Turin      | Stadio delle Alpi               | Juventus FC         | Juventus FC         |
| UEFA          | Pays-Bas   | Amsterdam  | Amsterdam Arena                 | Ajax Amsterdam      | Pays-Bas            |
| UEFA          | Turquie    | Istanbul   | Stade Ali-Sami-Yen              | Galatasaray SK      | Galatasaray SK      |
| AFC           | Japon      | Yokohama   | Stade international de Yokohama | Yokohama F. Marinos | Yokohama F. Marinos |

## Accueil
- Jeux vidéo Magazine : 13/20[7]